# 绒巴语
绒巴语，又稱雷布查语（Róng ríng），是绒巴族的母語，使用地域位於印度錫金邦及西孟加拉邦大吉岭区，在尼泊爾和不丹也有人使用。這種語言被認為是當地的土著語言，因為絨巴語的使用者比藏語族（錫金語、宗喀語等）以及尼泊爾語的使用者更早生活在這片土地上。1991年印度人口普查报告称有39,342名使用者。
锡金邦一些学校仍在教授绒巴语。与其他藏缅语相比，绒巴语十分重视书面传统。
有绒巴语教育的家庭少而分散，整个绒巴语社群实际上是双语的。母语复兴运动影响很小。

## 系属分类
绒巴语难以归类，但无我（2001）认为，其可能与大基兰特语支最接近。
绒巴语的分布十分分散，词汇上受到主导4个主要绒巴语社群的其他语言的强烈影响。据Plaisier (2007)，这些尼泊尔语和锡金语影响尚不足以造成方言差异。
Roger Blench (2013)认为绒巴语有南亚语底层，来自已经灭绝的他所谓“绒語支”（Rongic）。

## 特征
绒巴语是一种没有声调的汉藏语，仅有重音或词调。:37其词汇大多数由单音节语素构成。
其他语言中被认为是淫秽或禁忌的词，母语者中则没有这种观点。

## 文字与拉丁化
绒巴文是一种音节文字 ，带有丰富的附加符号和连书，其起源不明。早期绒巴文文献为纵书，可能是受汉字影响。在绒巴文诞生之前，绒巴语文学作品用藏文书写。
绒巴语有多种拉丁化方案，最常用的是Mainwaring（1876）。Plaisier（2007）等语言学家一般用Mainwaring系统的修订版。其他语言学家和历史学家多用基于欧洲语言的拉丁化。

## 音系

### 辅音
绒巴语音素参考Plaisier (2007)：:21–32
|        |      | 唇音    | 齿音    | 齿龈音    | 卷舌音   | 龈腭音 | 硬腭音  | 软腭音  | 声门音 |
| ------ | ---- | ------- | ------- | --------- | -------- | ------ | ------- | ------- | ------ |
| 鼻音   | 鼻音 | m ⟨m⟩   | n ⟨n⟩   |           |          |        | ɲ ⟨ny⟩  | ŋ ⟨ng⟩  |        |
| 塞音   | 清   | p ⟨p⟩   | t ⟨t⟩   |           | ʈ ⟨tr⟩   |        | c ⟨c⟩   | k ⟨k⟩   | ʔ ⟨ʔ⟩  |
| 塞音   | 送气 | pʰ ⟨ph⟩ | tʰ ⟨th⟩ |           | ʈʰ ⟨thr⟩ |        | cʰ ⟨ch⟩ | kʰ ⟨kh⟩ |        |
| 塞音   | 浊音 | b ⟨b⟩   | d ⟨d⟩   |           | ɖ ⟨dr⟩   |        |         | ɡ ⟨g⟩   |        |
| 塞擦音 | 清   |         |         | ts ⟨ts⟩   |          |        |         |         |        |
| 塞擦音 | 送气 |         |         | tsʰ ⟨tsh⟩ |          |        |         |         |        |
| 塞擦音 | 浊   |         |         | z~dz ⟨z⟩  |          |        |         |         |        |
| 擦音   | 浊   | v ⟨v⟩   |         | z~dz ⟨z⟩  |          | ʒ ⟨j⟩  |         |         |        |
| 擦音   | 清   | f ⟨f⟩   |         | s ⟨s⟩     |          | ʃ ⟨sh⟩ |         |         |        |
| 近音   | 近音 | w ⟨w⟩   | l ⟨l⟩   |           |          |        | j ⟨y⟩   |         | h ⟨h⟩  |
| 颤音   | 颤音 |         |         | r ⟨r⟩     |          |        |         |         |        |

卷舌音/ʈ/、/ʈʰ/、/ɖ/在绒巴文中写作ᰀᰥkr、ᰝᰥ hr、ᰃᰥ gr'。大多数带卷舌音音素的词都来自藏语支。绒巴文常给卷舌音加点：ᰀᰥ᰷、ᰝᰥ᰷、ᰃᰥ᰷。原来的非卷舌音ᰀᰥ kr、ᰝᰥ hr、ᰃᰥ gr可能写作⟨tr、thr、dr⟩。例如，tagrikup“男孩”可能发作[ta ɡri kɯʔp̚]或[ta ɖi kɯʔp̚]。
绒巴语有3个介音：/r、j、l/，其中/r、j/可以结合：ᰕᰥᰤᰩᰮ mryóm“播撒”。带/l/介音的音节在绒巴文中有自己独特的表示方法。
软腭音/k、ɡ/在前元音/i、e/前颚化为[kʲ]、[ɡʲ]。擦音/s、ʃ/在/i/前相混。
{IPA|/z、ʒ/}}多混为[z]~[dz]~[ʒ]。另外，词首的/ŋ/有时实现为[ɦ]。在尼泊尔语影响下，有些绒巴语母语者会将/pʰ、/f/和/v、w/分别混同。
/m/, /n/, /ŋ/, /k/, /t/, /p/, /r/, /l/可做韵尾。母语者多不分/n、ŋ/。韵尾塞音不除阻，常带/ʔ/：如/k/变为[ʔk̚]。

### 元音
据Plaisier (2007)，绒巴语有8个元音：:17–21
|          | 前元音     | 央元音     | 后元音   | 后元音 |
| 展唇元音 | 展唇元音   | 展唇元音   | 圆唇元音 |        |
| -------- | ---------- | ---------- | -------- | ------ |
| 闭元音   | i ⟨i⟩, ⟨í⟩ |            | ɯ ⟨u⟩    | u ⟨ú⟩  |
| 半闭元音 | e~ɛ ⟨e⟩    |            |          | o ⟨o⟩  |
| 中元音   | e~ɛ ⟨e⟩    | ə ⟨a⟩, ⟨â⟩ |          |        |
| 半开元音 | e~ɛ ⟨e⟩    |            |          | ɔ ⟨ó⟩  |
| 开元音   |            | a ⟨á⟩      |          |        |

标记为⟨í⟩的元音较短，出现于闭音节；⟨i⟩较长，出现于开音节。/e/在开音节和/ŋ、k/前为[e]，以/p、m、l、n、r、t/结尾的闭音节中，介于[e、ɛ、ɪ]。/o、ɔ/对立常在不识字的使用者口中消失，特别是尼泊尔语较流利的使用者中，尼泊尔语没有这种对立。

## 语法
绒巴语有名词、代词、形容词、副词和动词。语序一般是主宾动语序（SOV）。绒巴语词汇大多为单音节或双音节，语法整体体现出黏着语特点。名词多排布为名词短语；关系从句和属格短语在名词前，指示词、定指词、数、格等标记在名词后。绒巴语是作通型配列语言，作格表现及物性和事件的完成度。不同词性的词间不需保持一致。形容词跟在其修饰的名词后，充当谓语或单独做名词性语头。副词一般紧跟在动词前，时间副词常通过重叠派生而来（如 nám“年”→nám-nám“每年”）。

### 名词
据Plaisier (2007)，绒巴文只有两个在词法上修饰名词的格缀：定冠词 -re和与格标记m。其他包括属格标记在内的所有名词后缀实际上都是不可变的。一个名词后可跟多个名词标记。
| 后缀                | 词义        |
| ------------------- | ----------- |
| -ᰠᰴ / -ᰎᰴ -sang/-pong | 复          |
| -ᰛᰬ -re              | 定、话题    |
| -ᰍᰪ/ᰍᰪᰰ -nu/nun        | 通格、 离格 |
| - ᰮ -m               | 与格        |
| -ᰠᰦ -sá              | 属格        |
| -ᰀᰦ -ká              | 方位格      |
| -ᰕᰪ -mu              | 只          |
| -ᰉᰬᰳ -nyet            | 都          |

人类名词和非人名词的复数后缀不同，前者为-sang，后者为-pong。名词后跟数字时不变复数。
据Plaisier (2007)，绒巴语人称代词如下：
| 人称 | 单 （间接格） | 双       | 复      |
| ---- | ------------- | -------- | ------- |
| 一   | ᰃᰨ go ᰀᰠᰪ kasu  | ᰀᰦᰉᰧᰶ kányí | ᰀᰦᰚᰫ káyú |
| 二   | ᰝᰩ hó ᰣᰦᰌᰨ ʔádo  | ᰣᰦᰉᰧᰶ ʔányí | ᰣᰦᰚᰫ ʔáyú |
| 三   | ᰝᰪ hu ᰝᰪᰌᰨ hudo  | ᰝᰪᰉᰧᰶ hunyí | ᰝᰪᰚᰫ huyú |

间接格形式以斜体给出。绒巴语人称代词只能指人，其他时候要用指示词。人称代词可带定冠词-re。

#### 话题类
大多数绒巴语名词都能按特征分为几类，例如，许多动物词都以绒巴文音节/sâ/开头：ᰠᰲᰶ sâr“羊”、ᰠᰶᰛᰤᰨᰮ sâryom“水獭”、ᰠᰶᰜᰩᰭ sâlók“犀牛”ᰠᰝᰪ sâhu“猴”等。植物有/sâ、ka/，蛇有/pe/，竹制品有/pâ/。

### 动词
绒巴语动词一般充当谓语，关系从句中多在词首名词后，作为修饰语。有后缀可以使动词名词化，例如zo“吃”可以派生出zo-shang-re“吃（动作）”。
许多不及物动词可加使役中缀-/y/-，有时带-/t/后缀变为及物动词：ᰕᰦᰭ mák“死”→ ᰕᰤᰦᰭ myák“杀”；ᰏᰶ plâ“出来”→ ᰏᰤᰶ plyâ“带来”；ᰄᰫ glú“倒下”→ ᰄᰤᰳ/ᰄᰤᰬᰳ glyat/glyet“投掷”。
动词后跟语法后缀和助词。动词助词包括确定性、敬语、权威性、怀疑等非词汇性信息，跟在从句后。下表展示了这种动词、从句后缀及助词，主要摘自Plaisier (2007)：
| 后缀或 助词    | 含义                 |
| -------------- | -------------------- |
| -wám/-ʔám/-bám | 进行体               |
| nón            | 结果体               |
| -tho           | 消耗体（Exhaustive） |
| -hát           | 完成体               |
| -shang         | 不定式               |
| -bú            | 事实                 |
| -re            | 定式                 |
| ká             | 提议                 |
| gó             | 疑问                 |
| le             | 礼貌请求             |
| ma             | 坚决                 |
| ce             | 权威                 |
| te             | 怀疑                 |
| pá             | 确定性               |
| lyók           | 推断                 |

动词的否定要加环缀ma–n(e)：khut“能”→ma-khut-ne“不能”。

## 阅读更多
- Plaisier, Heleen. . 2010-11-13  [2011-04-16]. （原始内容存档于2013-05-15）.
- Mainwaring, George Byres. . Calcutta: Printed by C. B. Lewis, Baptist Mission Press. 1876.